# گلن متلاک
گلن متلاک (انگلیسی: Glen Matlock؛ زاده ۲۷ اوت ۱۹۵۶) یک موسیقی‌دان انگلیسی است که بیشتر به خاطر نوازندگی گیتار بیس در گروه پانک راک سکس پیستولز شناخته می‌شود. او به عنوان ترانه‌سرا در ۱۰ ترانه از ۱۲ آهنگ تنها آلبوم سکس پیستولز، هرگز به بولوک اهمیت نده و سکس پیستولز اینجاست شناخته می‌شود، اگرچه او در مراحل ضبط، گروه را ترک کرده بود و تنها به عنوان نوازنده بیس و خواننده شناخته می‌شد. دو آهنگ در آلبوم هرج و مرج در بریتانیا و خداوند ملکه را حفظ کند.
از زمانی که گروه سکس پیستولز را در سال ۱۹۷۷ ترک کرد، با چندین گروه دیگر به اجرای برنامه پرداخته و آثار خود را نیز ارائه کرده‌است. پس از مرگ سید ویشس، جایگزینش در سکس پیستولز شد، متلاک وظایف گیتار باس را برای تجدید کارهای بعدی سکس پیستولز، از جمله تور فیلتی لوکر در سال ۱۹۹۶، کنسرت سال ۲۰۰۲ برای بزرگداشت جوبلی طلایی الیزابت دوم، ۲۰۰ سالگی آن‌ها در آمریکای شمالی، از سر گرفت.